# Processus de Cox
Un processus de Cox (nommé d'après le statisticien britannique David Cox), connu aussi sous le nom de double processus stochastique de Poisson ou processus ponctuel de Poisson, est un processus stochastique généralisant le processus de Poisson dans lequel l'intensité est inhomogène, c'est-à-dire qu'elle varie dans l'espace ou le temps. Dans le cadre du processus de Cox, l'intensité dépendant du temps λ(t) est une mesure aléatoire distincte du processus de Poisson.

## Définition formelle
Un processus ponctuel de Poisson {\displaystyle Q} d'intensité {\displaystyle \nu } défini sur {\displaystyle E\subset (\mathbb {R} _{+}\times \mathbb {R} _{+})} est un ensemble de points aléatoires {\displaystyle \{x_{i}\}_{i\in \mathbb {N} }} décrit par la mesure de comptage {\displaystyle N:E\to \mathbb {N} },
(i) {\displaystyle \forall A\subset E{\text{ mesurable}},\#\{i\,tq\,x_{i}\in A\}:=N(A)\sim {\mathcal {P}}(\nu (A))} ie. N(A) suit une loi de Poisson de paramètre ν(A)
(ii) {\displaystyle \forall A,B\subset E{\text{ mesurables tq }}A\cap B=\emptyset ,\quad N(A)\perp N(B)} ie. si les ensembles A et B sont disjoints, N(A) et N(B) sont indépendants
Un processus ponctuel de Poisson peut également être interprété comme une mesure. On peut alors l'écrire sous la forme d'une collection de diracs : {\displaystyle N(dx)=\sum _{i=1}\sum _{A_{i}\subset E}\delta _{A_{i}}(dx)}Ce type de processus apparaît donc comme l'outil naturel pour modéliser le décompte d'événements régis par une horloge exponentielle non homogène.

## Exemples d'utilisation
Un exemple serait un potentiel d'action (appelé aussi influx nerveux) d'un neurone sensoriel avec une stimulation externe. Si la stimulation est un processus stochastique et s'il module le taux d'excitation (fonction d'intensité) du neurone, alors le potentiel d'action peut être vu comme la réalisation d'un processus de Cox.
On peut trouver un autre exemple de l'utilisation du processus de Cox dans le domaine des mathématiques financières et plus particulièrement dans la modélisation des risques de crédit ou encore en épidémiologie.